# マツカサウオ

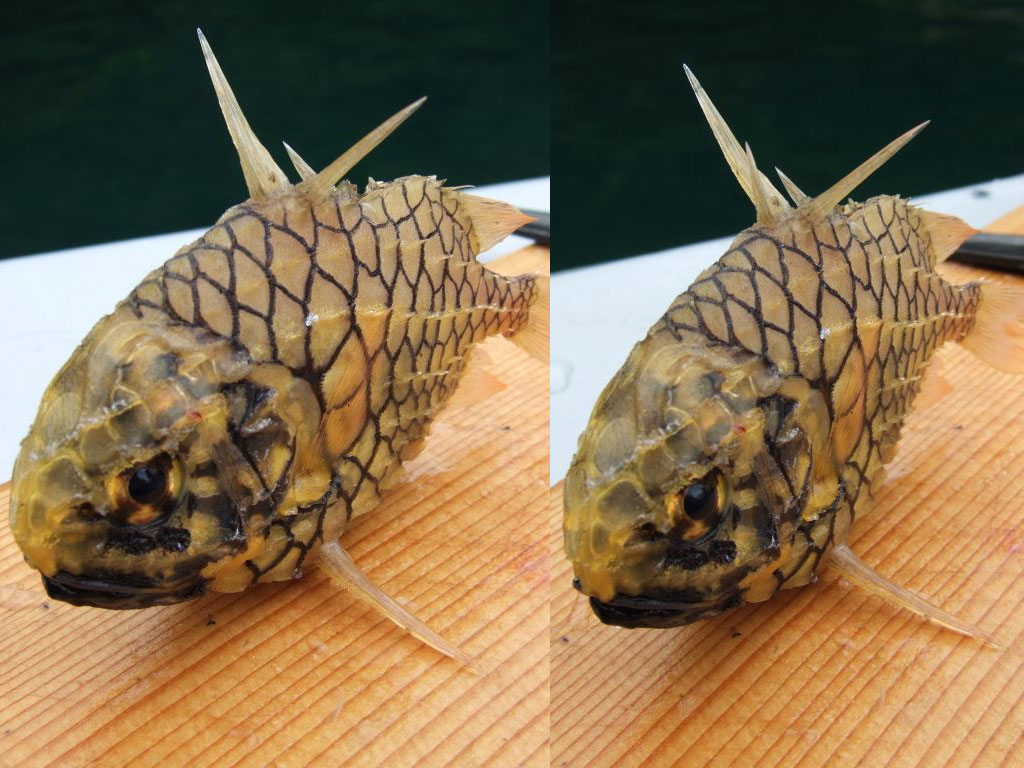
棘を張り出すマツカサウオ（交差法による立体写真）

マツカサウオ（松毬魚、学名：Monocentris japonica）は、キンメダイ目マツカサウオ科に属する魚類の一種。
本種は発光魚として知られているが、それが判明したのは1914年に富山県魚津町（現：魚津市）の魚津水族館で停電となった時、偶然見つけられたものである。

## 分布
日本では北海道積丹半島から九州南部の日本海・東シナ海沿岸、青森県から九州南部の太平洋沿岸、瀬戸内海、琉球列島。世界では朝鮮半島、台湾、中国沿岸、インド西太平洋に分布。

## 生態
水深100mまでの岩礁域に生息。体の固さから動きは遅く、遊泳力は緩慢で、体の柔軟性も失われている。夜行性で、昼間は岩礁の岩の割れ目などに潜み、夜になるとエビなどの餌を求めて群れで遊泳する。
発光器の中に発光バクテリアを共生させている。日本産はそれほど発光力は強くないが、オーストラリア産の種の発光力は強いとされる。口の開閉で光量を調節すると考えられている。発光する理由はまだよく判っておらず、仲間とのコミュニケーション、チョウチンアンコウなどのように餌を惹きつけるのではないかという可能性がある。

## 形態
体長は通常15cm、最大17cm。体色は生まれたての幼魚は黒く、成長するにつれて次第に黄色味を帯びていくが、成魚になると、黄色味も薄れ、薄黄色となる。鱗は厚く大きく、松かさのようにささくれ立っている。鱗は黒く縁どられる。頭部は半透明の骨板で覆われる。
第一背鰭は棘条5-6本で、第二背鰭は軟条11-12本で構成される。第一背鰭には鰭膜が存在しない。腹鰭は棘条1本、軟条3本で構成され、腹鰭棘を擦り発音をする。臀鰭は軟条9-11本で構成される。背鰭と腹鰭の棘条は非常に太く硬く、外敵に襲われた時などは背鰭棘を前から互い違いに張り出して、腹鰭棘は体から直角に伸ばし、棘をロックする機能を用いて固定する。生きたまま漁獲後、クーラーボックスで暫く冷やすとこの状態となる。発光器は卵型で黒く、下顎中央に一対存在する。いくつかの細管が体外と通じている。

## 人との関わり
硬く、鎧を纏ったような姿故に英語ではKnight Fish、Armor Fishと呼び、パイナップルにも似た外観からPineapple fishと呼ぶときもある。
日本でもその固い鱗に被われた体からヨロイウオ、鰭を動かすときにパタパタと音を立てることからパタパタウオとも呼ぶ地方もある。
本種はあまり漁獲されないことから、経済効果にはそれほど貢献しないものの、食用にされている。味は良い。
内臓を取って干した個体を置物として販売されたり、緩慢な動きがユーモラスなので、水族館で飼育される場合もある。